# 戸澤久夫
戸澤 久夫（とざわ ひさお、1933年（昭和8年）1月1日 - 2014年（平成26年）6月14日）は、日本の政治家。群馬県太田市長（5期）。

## 来歴
群馬県出身。群馬県立太田高等学校卒。卒業後、1958年（昭和33年）日本社会党衆議院議員東海林稔の秘書となる。1971年（昭和46年）小川省吾の後継者として群馬県議選に社会党から立候補し当選（1期）。1975年（昭和50年）太田市長に就任し、5期務める。
市長在職中の1994年（平成6年）太田市役所の老朽化による新庁舎建設を決定、新庁舎は21階建てと決まった。翌1995年（平成7年）の市長選では市役所新庁舎の建設が争点となり、対立候補の元県議の清水聖義（のち太田市長）は建設費用が高額のため「建設撤回」を公約にした。選挙の結果、清水が当選し、戸澤は落選した。当選後、清水は新庁舎建設中止を表明、当初の計画を変更し、階数を12階とした（1998年竣工）。
2014年に死去した。